# 甲斐雄平
甲斐 雄平（かい ゆうへい、1988年3月15日 - ）は、福岡県福岡市出身の元プロ野球選手（外野手）。右投右打。

## 経歴

### プロ入り前
福岡市立弥永小学校時代に元プロ野球投手の石丸進一をモデルにした映画『人間の翼 最後のキャッチボール』を見たことがきっかけで、曰佐中学校に進んでから本格的に野球を始めた。ボーイズリーグ福岡県南支部に所属する福南ファイターズ（現：福南ボーイズ）に在籍。当時のチームメイトに、後に女子硬式野球ワールドカップの日本代表捕手で4番を打つことになる西朝美がいた。
市立博多工業高校時代は4番を打ち、高校通算28本塁打を放った。
福岡大学では1年春からレギュラーとなり、主将も務めた。3年秋には九州六大学野球リーグのMVP・ベストナインに選出された。
2009年のドラフト会議で阪神タイガースから3位で指名され、契約金6,000万円・年俸840万円（金額は推定）で契約して入団した。背番号は「44」。

### プロ入り後
新庄2世となることを期待されたが、プロ初年度の2010年は故障が重なり一軍昇格はなく、この年一軍出場を果たした同期入団の藤川俊介・田上健一両外野手に後れを取った。1年目の二軍成績は、41試合、打率.190、4本塁打、14打点、1盗塁、OPS.630。
2011年はウエスタン・リーグ前半戦31試合で、打率.289と成績を出し、フレッシュオールスターゲームにも選出された。しかし、その後は成績が落ち、2年目の二軍成績は86試合、打率.227、0本塁打、4打点、3盗塁、OPS.564であった。シーズン終了後の11月からは同僚の荒木郁也・秋山拓巳と共にオーストラリアン・ベースボールリーグのキャンベラ・キャバルリーに派遣された。
2012年も一軍での出場は無く、二軍でも出場55試合、打率.169、1本塁打、6打点に終わった。10月2日に戦力外通告を受け、現役引退。退団後に独立リーグからの誘いはあったが、将来設計を考えて断った。
2012年はシーズン序盤から戦力外通告を受ける兆候を感じたという。地元であり当時ソフトバンク二軍の本拠地であった雁の巣球場への遠征に連れて行ってもらえなくなり、ニ軍の控えメンバーと共に独立リーグとの試合への遠征が続き、この時に吉田えりとも対戦経験がある。打席は左投手が登板する場面で代打として出されるの関の山で、後は守備固めであった。戦力外通告の際も「我々は契約しません」と淡々と伝えられ、通告に球団事務所に呼び出された際の面談は10分弱で終わったという。

### 現役引退後
大学時代に教員免許を取得しており、現役引退後は博多工業高校の保健体育科の教員となった。2020年より福岡市正規教員として、福岡市立福岡西陵高等学校に赴任。保健体育の教員を務めながら野球部副部長を経て、監督に就任した。

## 選手としての特徴
大学時代は相手チームの二塁走者が単打での本塁突入を自重したほどの強肩（遠投120メートル）と50メートル走6秒の俊足が持ち味。
現役時代は握力が両手共に80kgを超え、その身体能力の高さに加えて、新庄剛志と同郷の福岡県出身の外野手ということもあり、“新庄2世”との期待が集まっていた。
高校生の時から大学まで7年間も追い続け、甲斐の3位指名を担当したスカウトの永尾泰憲は、「守りだけだったらすぐにでも一軍で通用する。補殺と広い守備範囲、状況判断。そういうものを知ってますから」、「金本、新井みたいにガンガン打撃を鍛えればトリプルスリーも夢ではない。それくらいの素材」などと非常に高い評価をしていた。

## 詳細情報

### 年度別打撃成績
- 一軍公式戦出場なし

### 背番号
- 44 （2010年 - 2012年）

### 登場曲
- 「24karats -type EX-」EXILE（2010年 - 2012年）